# Ozodius windyensis
Ozodius windyensis är en skalbaggsart som beskrevs av Zdzisława Stebnicka och Henry Fuller Howden 1995. Ozodius windyensis ingår i släktet Ozodius och familjen Aphodiidae. Inga underarter finns listade i Catalogue of Life.